# Evonik
Evonik Industries AG est une entreprise  allemande présente dans la chimie et en tant que façonnier dans l'industrie pharmaceutique. Le siège social de Evonik Industries se situe à Essen dans le Land de Rhénanie-du-Nord - Westphalie. L'entreprise, présente dans plus de cent pays, est constituée d'environ quarante-trois mille collaborateurs et a un chiffre d'affaires annuel de 14,8 milliards d'euros. En 2009, le président du conseil d´administration est l'ancien ministre allemand de l'économie et des technologies, Werner Müller.
Evonik est l'un des principaux sponsors du Borussia Dortmund.

## Histoire
Elle est issue d'une succession de fusions et acquisitions d'anciennes filiales ou sociétés, notamment Degussa, Steag et RAG Immobilien. Degussa était légalement (via sa filiale Degesch, dont elle détenait 42% des actions) le fabricant principal et le distributeur du produit chimique Zyklon B, mais aussi une société très active dans l'élaboration des métaux non-ferreux.
En mai 2016, Evonik annonce l'acquisition d'activités chimiques spécialisées, notamment des revêtements, de Air Products pour 3,8 milliards de dollars.